# Lindsay Duncan
Lindsay Vere Duncan (Edimburgo, 7 novembre 1950) è un'attrice britannica.

## Biografia
Lindsay Duncan nasce ad Edimburgo, in Scozia; suo padre prestò servizio nell'esercito per 21 anni. Quando Lindsay era ancora una bambina, i genitori si trasferirono a Leeds, poi a Birmingham, dove frequentò la King Edward IV High School for Girls. Il padre della Duncan morì in un incidente d'auto quando lei aveva quindici anni, mentre sua madre si ammalò di Alzheimer e morì nel 1994.
La Duncan è sposata con l'attore scozzese Hilton McRae, che incontrò nel 1985 alla Royal Shakespeare Company. La coppia ha un figlio, Cal (nato nel 1991), e vive a Londra.
Nel 2009, Lindsay Duncan è stata nominata Commendatore dell'Ordine dell'Impero Britannico, in virtù dei suoi notevoli e prestigiosi servizi al teatro e alla recitazione.

## Carriera
Oggi considerata una delle punte di diamante del teatro europeo, la Duncan ebbe i primi contatti con la recitazione grazie a piccole produzioni scolastiche. All'età di 21 anni, dopo aver mantenuto i suoi studi con diversi lavori per poter inscenare una sua produzione di Funeral Games di Joe Orton, si iscrive alla London's Central School of Speech and Drama.
Nel 1976 si unì al Royal Exchange Theatre di Manchester, alla sua apertura. Seguono quindi, parallelamente ad una intensa attività teatrale, partecipazioni a ruoli minori in produzioni televisive o cinematografiche. Il vero esordio fu in Top Girls di Caryl Churchill, inscenato al Royal Court Theatre di Londra e poi replicato al Public Theatre di New York. La sua interpretazione della Dama Nijo, una concubina giapponese del XIII secolo, le fruttò il suo primo premio: il prestigioso Obie Award. L'anno successivo ottenne un ruolo di primo piano in Loose Connections di Richard Eyre, assieme a Stephen Rea, e allo stesso tempo procedette con ruoli televisivi di maggior prestigio.
Nel 1985 seguì la Royal Shakespeare Company per la messa in scena di Troilo e Cressida, in cui interpretò Elena di Troia. Nello stesso anno diede una magistrale performance nei panni della Marchesa di Merteuil ne Le Relazioni Pericolose di Christopher Hampton, tratto dal romanzo di Choderlos de Laclos. La piece debuttò a Stratford-upon-Avon, per poi giungere a Londra con l'intero cast originario e, dopo diverse repliche, a Broadway. Qui, per la sua interpretazione straordinaria, Lindsay Duncan venne nominata al Tony Award per la Miglior Attrice e vinse il prestigioso Olivier Award, nonché un altro importantissimo premio: il Theatre World Award. Nella trasposizione cinematografica operata da Stephen Frears il suo ruolo venne portato sullo schermo da Glenn Close.
Nel 1988 la Duncan vinse un Evening Standard Award per l'interpretazione di Maggie in La gatta sul tetto che scotta di Tennessee Williams. Nello stesso periodo prese parte a numerose opere di Harold Pinter. Con la Royal Shakespeare Company interpretò nella stagione 1994-1995 un doppio ruolo di Ippolita e Titania nel Sogno di una Notte di Mezza Estate. Intraprese quindi un tour negli Stati Uniti con il resto del cast, ma problemi di salute la costrinsero ad essere sostituita per due mesi (da gennaio a marzo 1997). Impressionato dalla sua performance in The Cryptogram di David Mamet (1994), Al Pacino chiese alla Duncan di interpretare il personaggio di sua moglie nel film City Hall di Harold Becker (1996).
Per compiacere suo figlio, grande fan di Guerre stellari, Duncan partecipò alle audizioni per il ruolo della madre di Anakin Skywalker in Star Wars: Episodio I - La minaccia fantasma (1999), ma non riuscì a ottenere la parte; si accontentò quindi di dare voce al droide TC-14. Il massimo trionfo della sua carriera giunse però con la stagione teatrale 2001-2002, dove assieme ad Alan Rickman prese parte a Private Lives di Noël Coward: la sua interpretazione di Amanda Prynne fu talmente ben riuscita da farle ottenere il premio più prestigioso per un'interprete teatrale: il Tony Award alla miglior attrice. Per la parte ottenne anche un secondo Olivier Award, al quale venne candidata nello stesso anno anche per la sua performance in Bocca a Bocca di Kevin Elyot.
Nel 2005 la Duncan interpretò Servilia nella serie Roma, prodotta da HBO, BBC e Rai, mentre nel film per la televisione Longford fu Lady Elizabeth Longford, invecchiata dal trucco. Nel febbraio del 2009 interpretò invece il Primo Ministro inglese Margaret Thatcher nel film televisivo Margaret. Partecipò nello stesso anno anche a Doctor Who, in cui nella terza puntata speciale interpretò Adelaide Brooke. Nel 2010 prese parte al film Alice in Wonderland di Tim Burton nel ruolo della madre di Alice, al fianco di Mia Wasikowska, Johnny Depp, Helena Bonham Carter e Anne Hathaway. Assieme a Matt Smith partecipò a That Face di Polly Stenham, per la regia di Jeremy Herrin, e lo spettacolo venne presentato al Royal Court Theatre. Nell'ottobre/novembre 2010, Lindsay Duncan recitò in una revisione attuata da Frank McGuinness dell'opera di Henrik Ibsen John Gabriel Borkman, che venne presentata all'Abbey Theatre di Dublino dallo stesso cast con cui Lindsay aveva già lavorato ne Le Relazioni Pericolose (si citano in primis Alan Rickman e Fiona Shaw). I primi mesi dell'anno successivo lo spettacolo approdò alla Brooklyn Academy of Music.
Alan Bleasdale volle la Duncan nel suo tv-film L'affondamento del Laconia, miniserie in due parti basata sulla vera storia risalente alla II Guerra Mondiale, trasmessa nel gennaio 2011. Qui Lindsay interpretò una passeggera di classe agiata. Ebbe anche il ruolo della madre di Christopher Isherwood (interpretato da Matt Smith) nella serie Christopher and His Kind, realizzato sulla base dell'autobiografia dello scrittore inglese. Nel 2011 venne scelta per leggere alcuni estratti della Bibbia di Re Giacomo al National Theatre di Londra, in occasione della celebrazione dei 400 anni dalla traduzione. Nel quinto episodio della quarta stagione di Merlin (serie televisiva della BBC) vestì i panni della Regina Annis, sovrana di Carleon e antagonista di Merlino, apparì inoltre come il Segretario di Stato Alex Cairns in Messaggio al Primo Ministro, primo episodio della serie Black Mirror di Charlie Brooker.
Il 2012 iniziò per Lindsay con il ruolo di Jeanne Durand, l'attrice preferita della protagonista Saffy di Absolutely Fabulous, in occasione della puntata speciale per il nuovo anno. A febbraio ebbe una nuova collaborazione con Noël Coward in Hay Fever, presentato nei più importanti teatri del West End assieme a Kevin McNally e Jeremy Northam, per la regia di Howard Davies. Successivamente Lindsay partecipò nei panni della Duchessa di York nell'adattamento della BBC di Riccardo III di Shakespeare, assieme a David Suchet come Duca di York e Patrick Stewart come Giovanni di Gand. Nel 2013 è protagonista del film cinematografico Le Week-End di Roger Michell, affiancata dall'attore Premio Oscar Jim Broadbent. Il film ottiene recensioni positive, e le interpretazioni dei due protagonisti vengono particolarmente apprezzate.

## Filmografia parziale

### Cinema
- Samson and Delilah, regia di Mark Peploe – cortometraggio (1985)
- Loose Connections, regia di Richard Eyre (1985)
- Prick Up - L'importanza di essere Joe (Prick Up Your Ears), regia di Stephen Frears (1987)
- Manifesto, regia di Dušan Makavejev (1988)
- The Child Eater, regia di Jonathan Tammuz – cortometraggio (1989)
- Riflessi sulla pelle (The Reflecting Skin), regia di Philip Ridley (1990)
- City Hall, regia di Harold Becker (1996)
- A Midsummer Night's Dream, regia di Adrian Noble (1996)
- Un marito ideale (An Ideal Husband), regia di Oliver Parker (1999)
- Star Wars Episodio I - La minaccia fantasma (Star Wars: Episode I - The Phantom Menace), regia di George Lucas (1999) - voce
- Mansfield Park, regia di Patricia Rozema (2000)
- AfterLife, regia di Alison Peebles (2003)
- Sotto il sole della Toscana (Under the Tuscan Sun), regia di Audrey Wells (2003)
- The Queen of Sheba's Pearls, regia di Colin Nutley (2004)
- Il quiz dell'amore (Starter for 10), regia di Tom Vaughan (2006)
- Burlesque Fairytales, regia di Susan Luciani (2009)
- Alice in Wonderland, regia di Tim Burton (2010)
- Last Passenger, regia di Omid Nooshin (2012)
- Questione di tempo (About Time), regia di Richard Curtis (2013)
- Le Week-End, regia di Roger Michell (2013)
- Birdman, regia di Alejandro González Iñárritu (2014)
- Alice attraverso lo specchio (Alice Through the Looking Glass), regia di James Bobin (2016)
- Gifted - Il dono del talento (Gifted), regia di Marc Webb (2017)
- Little Joe, regia di Jessica Hausner (2019)
- Blackbird - L'ultimo abbraccio (Blackbird), regia di Roger Michell (2019)
- Made in Italy - Una casa per ritrovarsi (Made in Italy), regia di James D'Arcy (2020)

### Televisione
- G.B.H. – miniserie TV (1991)
- Shooting the Past – miniserie TV (1999)
- Poirot (Agatha Christie's Poirot) – serie TV, episodio 10x01 (2005)
- Roma (Rome) – serie TV, 18 episodi (2005-2007)
- Il romanzo di Amanda (Lost in Austen) – miniserie TV (2008)
- Doctor Who – serie TV, episodio 4x16 (2009)
- Merlin – serie TV, episodi 4x05, 5x01 (2011-2012)
- The Honourable Woman – miniserie TV (2014)
- Sherlock – serie TV, 3 episodi (2014-2017)
- The Leftovers - Svaniti nel nulla (The Leftovers) – serie TV, 5 episodi (2017)
- A Discovery of Witches - Il manoscritto delle streghe (A Discovery of Witches) – serie TV, 15 episodi (2018-2022)
- His Dark Materials - Queste oscure materie (His Dark Materials) – serie TV, 3 episodi (2020-2022) - voce
- Il giro del mondo in 80 giorni (Around the World in 80 Days), regia di Steve Barron, Brian Kelly e Charles Beeson – miniserie TV (2021)
- La Ruota del Tempo (The Wheel of Time) – serie TV, 5 episodi (2023)
- The Morning Show – serie TV, episodio 3x07 (2023)
- Truelove, regia di Chloë Wicks e Carl Tibbetts – miniserie TV (2024)

## Teatro
- Don Giovanni o Il convitato di pietra di Molière (1976)
- The Script di Danny O'Donoghue (1976)
- Zack di Harold Brighouse (1976)
- I rivali di Richard Brinsley Sheridan (1976)
- Il principe di Homburg di Heinrich von Kleist (1976)
- Il profondo mare azzurro di Terence Rattigan (1977)
- La prova di Gilbert Pinfold da Evelyn Waugh (1977)
- La famiglia Antrobus di Thornton Wilder (1977)
- Il divo Garry di Noël Coward (1977)
- La dodicesima notte di William Shakespeare (1977)
- Plenty di David Hare (1978)
- Comings and Goings di Megan Terry (1978)
- L'agente reclutatore di George Farquhar (1979)
- Giulio Cesare di William Shakespeare (1980)
- La moglie provocata di John Vanbrugh (1980)
- Incident at Tulse Hill di Robert East (1981)
- Top Girls di Caryl Churchill (1982)
- Incident di Doug Lucie (1984)
- Troilo e Cressida di William Shakespeare (1985)
- Les Liaisons Dangereuses di Christopher Hampton (1985)
- Blood on the Neck of the Cat di Rainer Werner Fassbinder (1986)
- Le allegre comari di Windsor di William Shakespeare (1986)
- La gatta sul tetto che scotta di Tennessee Williams (1988)
- Hedda Gabler di Ibsen (1988)
- Berenice di Jean Racine (1990)
- Three Hotels di Jon Robin Baitz (1993)
- The Cryptogram di David Mamet (1994)
- Sogno di una notte di mezza estate di William Shakespeare (1995)
- Ceneri alle ceneri di Harold Pinter (1996)
- Il ritorno a casa di Harold Pinter (1997)
- Anniversario di Harold Pinter (2000)
- La stanza di Harold Pinter (2000)
- Mouth to Mouth di Kevin Elyot (2001)
- Vite in privato di Noël Coward (2001)
- That Face di Polly Stenham (2007)
- John Gabriel Borkman di Ibsen (2010)
- Hay Fever di Noël Coward (2012)
- Un equilibrio delicato di Edward Albee (2014)
- Hansard di Simon Woods (2019)
- Danza di morte di August Strindberg (2022)

## Doppiatrici italiane
Nelle versioni in italiano delle opere in cui ha recitato, Lindsay Duncan è stata doppiata da:
- Barbara Castracane in Roma, Sherlock, Birdman, Gifted - Il dono del talento
- Ludovica Modugno in Riflessi sulla pelle, Merlin, Questione di tempo
- Melina Martello in The Honourable Woman, The Leftovers - Svaniti nel nulla, Made in Italy - Una casa per ritrovarsi
- Aurora Cancian ne L'affondamento del Laconia, A Discovery of Witches - Il manoscritto delle streghe, La Ruota del Tempo
- Emanuela Rossi in Alice in Wonderland, Alice attraverso lo specchio
- Elettra Bisetti in Un marito ideale
- Cristiana Lionello in Le Week-End
- Gaia Bastreghi in Sotto il sole della Toscana
- Sonia Scotti in Black Mirror
- Isabella Pasanisi in Doctor Who
- Alessandra Korompay in Miss Marple
- Fabrizia Castagnoli in Spooks
- Paola Del Bosco in Little Joe
- Roberta Greganti in Blackbird - L'ultimo abbraccio